# Hypnaceae
Famille
La famille des Hypnaceae ou Hypnacées est une vaste famille de mousses répandue sur la majeure partie de la planète.

## Liste des genres
Selon Catalogue of Life (9 juin 2013) :
- genre Andoa
- genre Breidleria
- genre Bryocrumia
- genre Bryosedgwickia
- genre Buckiella
- genre Callicladium
- genre Caribaeohypnum
- genre Catagonium
- genre Chryso-hypnum
- genre Crepidophyllum
- genre Ctenidiadelphus
- genre Ctenidium
- genre Cyathothecium
- genre Dolichotheca
- genre Ectropotheciella
- genre Ectropotheciopsis
- genre Ectropothecium
- genre Elmeriobryum
- genre Entodontella
- genre Eurohypnum
- genre Giraldiella
- genre Glossadelphus
- genre Gollania
- genre Herzogiella
- genre Homomallium
- genre Hondaella
- genre Hyocomium
- genre Hypnum
- genre Irelandia
- genre Isopterygium
- genre Leiodontium
- genre Leucomium
- genre Macrothamniella
- genre Microctenidium
- genre Microthamnium
- genre Mittenothamnium
- genre Orthothecium
- genre Phyllodon
- genre Platygyriella
- genre Platygyrium
- genre Podperaea
- genre Pseudostereodon
- genre Ptilium
- genre Puiggariopsis
- genre Pylaisia
- genre Pylaisiella
- genre Rhacopilopsis
- genre Rhizohypnella
- genre Stenotheciopsis
- genre Stereodon
- genre Stereodontopsis
- genre Taxiphyllopsis
- genre Taxiphyllum
- genre Trachythecium
- genre Vesicularia

Selon ITIS (9 juin 2013) :
- genre Bryocrumia Anderson
- genre Callicladium Crum
- genre Chryso-hypnum Hampe
- genre Ctenidium (Schimp.) Mitt.
- genre Ectropothecium
- genre Gollania Broth.
- genre Herzogiella Broth.
- genre Homomallium (Schimp.) Loeske
- genre Homomallum (Schimp.) Loeske
- genre Hypnum Hedw.
- genre Isopterygiopsis Iwats.
- genre Isopterygium Mitt.
- genre Meiothecium Mitt.
- genre Mittenothammium Henn.
- genre Orthothecium Schimp. in B.S.G.
- genre Platydictya Berk.
- genre Platygyrium Schimp. in B.S.G.
- genre Pseudotaxiphyllum Iwats.
- genre Ptilium De Not.
- genre Pylaisiadelpha Card.
- genre Pylaisiella Kindb.
- genre Taxiphyllum Fleisch.
- genre Tripterocladium (C. Müll.) Jaeg.
- genre Vesicularia (C. Muell.) C. Muell.

Selon NCBI (9 juin 2013) :
- genre Andoa
- genre Bardunovia
- genre Bryocrumia
- genre Callicladium
- genre Calliergonella
- genre Campylophyllum
- genre Caribaeohypnum
- genre Chrysohypnum
- genre Dacryophyllum
- genre Ectropothecium
- genre Eurohypnum
- genre Foreauella
- genre Gammiella
- genre Giraldiella
- genre Glossadelphus
- genre Gollania
- genre Herzogiella
- genre Homomallium
- genre Hondaella
- genre Horridohypnum
- genre Hyocomium
- genre Hypnum
- genre Isopterygiopsis
- genre Leiodontium
- genre Mahua
- genre Mittenothamnium
- genre Orthothecium
- genre Phyllodon
- genre Platydictya
- genre Platygyriella
- genre Podperaea
- genre Pseudotaxiphyllum
- genre Ptilium
- genre Pylaisia
- genre Rhacopilopsis
- genre Sclerohypnum
- genre Stereodon
- genre Stereodontopsis
- genre Taxiphyllopsis
- genre Taxiphyllum
- genre Vesicularia

Selon Tropicos (9 juin 2013) (Attention liste brute contenant possiblement des synonymes) :
- genre Andoa Ochyra
- genre Austrohondaella Z. Iwats., H.P. Ramsay & Fife
- genre Breidleria Loeske
- genre Bryocrumia L.E. Anderson
- genre Bryosedgwickia Cardot & Dixon
- genre Buckiella Ireland
- genre Callicladium H.A. Crum
- genre Calliergonella Loeske
- genre Calohypnum Sakurai
- genre Campylophyllum (Schimp.) M. Fleisch.
- genre Caribaeohypnum Ando & Higuchi
- genre Chryso-hypnum Hampe
- genre Crepidophyllum Herzog
- genre Ctenidiadelphus M. Fleisch.
- genre Ctenidium (Schimp.) Mitt.
- genre Cyathothecium Dixon
- genre Dacryophyllum Ireland
- genre Dimorphella (Müll. Hal.) Renauld & Cardot
- genre Ectropotheciella M. Fleisch.
- genre Ectropotheciopsis (Broth.) M. Fleisch.
- genre Ectropothecium Mitt.
- genre Elmeriobryum Broth.
- genre Entodontella Broth. ex M. Fleisch.
- genre Eurohypnum Ando
- genre Giraldiella Müll. Hal.
- genre Glossadelphus M. Fleisch.
- genre Gollania Broth.
- genre Herzogiella Broth.
- genre Homomallium (Schimp.) Loeske
- genre Hondaella Dixon & Sakurai
- genre Hyocomium Bruch & Schimp.
- genre Hypnum Hedw.
- genre Irelandia W.R. Buck
- genre Isopterygium Mitt.
- genre Isotheciopsis Broth.
- genre Leiodontium Broth.
- genre Macrothamniella M. Fleisch.
- genre Microctenidium M. Fleisch.
- genre Mittenothamnium Henn.
- genre Orthotheciadelphus Dixon
- genre Orthothecium Schimp.
- genre Phyllodon Bruch & Schimp.
- genre Platygyriella Cardot
- genre Platygyrium Schimp.
- genre Podperaea Z. Iwats. & Glime
- genre Pseudostereodon (Broth.) M. Fleisch.
- genre Pseudotaxiphyllum Z. Iwats.
- genre Ptilium De Not.
- genre Puiggariopsis M. Menzel
- genre Pylaisia Bruch & Schimp.
- genre Pylaisiadelpha Cardot
- genre Pylaisiella Kindb. ex Grout
- genre Rhacopilopsis Renauld & Cardot
- genre Rhizohypnella M. Fleisch.
- genre Sharpiella Z. Iwats.
- genre Stenotheciopsis M. Fleisch.
- genre Stereodontopsis R.S. Williams
- genre Stereohypnum (Hampe) M. Fleisch.
- genre Syringothecium Mitt.
- genre Taxicaulis (Müll. Hal.) Müll. Hal.
- genre Taxiphyllopsis Higuchi & Deguchi
- genre Taxiphyllum M. Fleisch.
- genre Trachythecium M. Fleisch.
- genre Tutigaea Ando
- genre Vesicularia (Müll. Hal.) Müll. Hal.

Selon World Register of Marine Species (9 juin 2013) :
- genre Campylophyllum